# Brilliance V5
Der Brilliance V5 ist ein zwischen 2011 und 2020 gebautes Kompakt-SUV der chinesischen Automarke Brilliance.

## Geschichte
Das Fahrzeug debütierte auf der Guangzhou Auto Show 2011 und kam Ende November 2011 auf den Markt. Auf der Beijing Auto Show im April 2014 wurde die überarbeitete Version des V5 präsentiert. Kurz darauf kam sie in den Handel. Auf dem deutschen Markt wurde das Fahrzeug im Gegensatz zum russischen bzw. südamerikanischen Markt nicht angeboten.

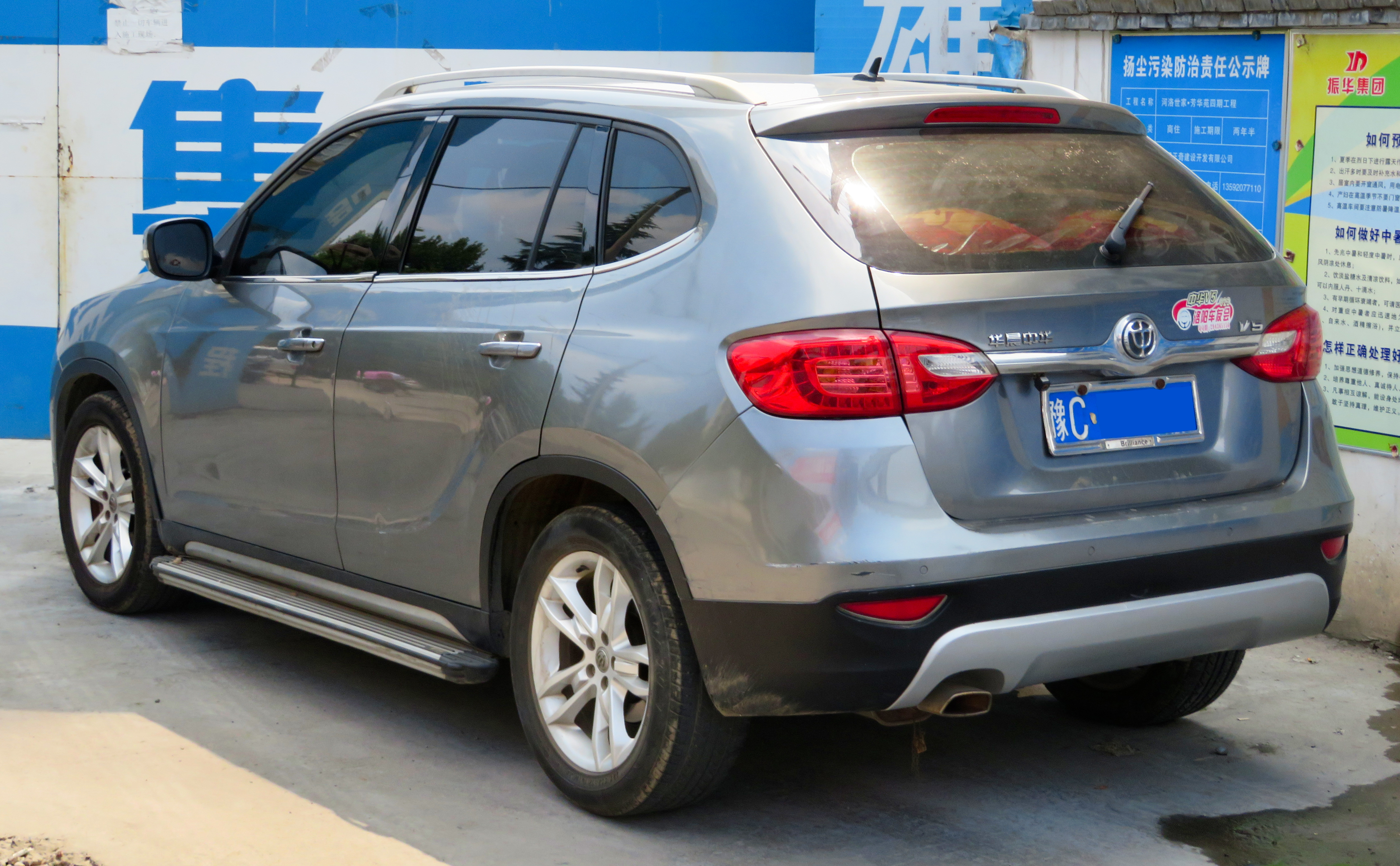
Heckansicht
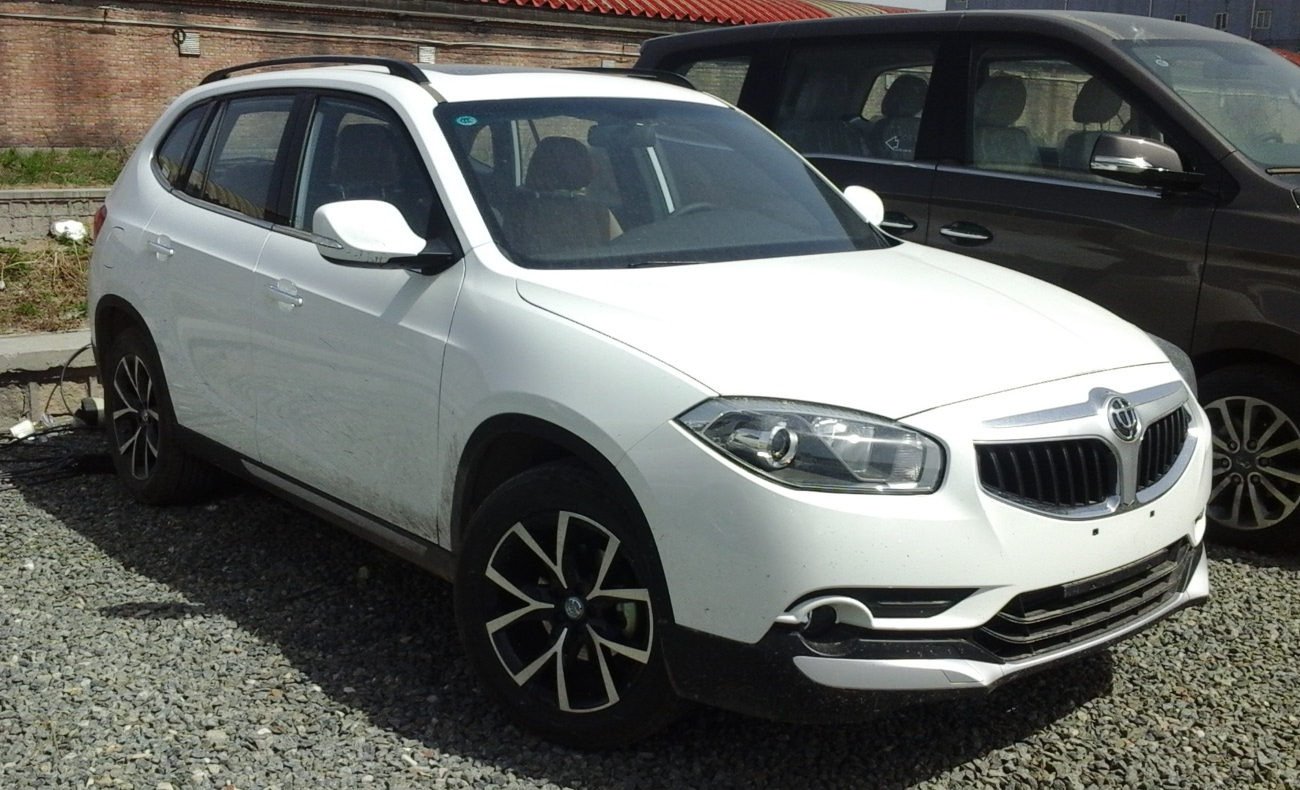
Brilliance V5 (2014–2020)
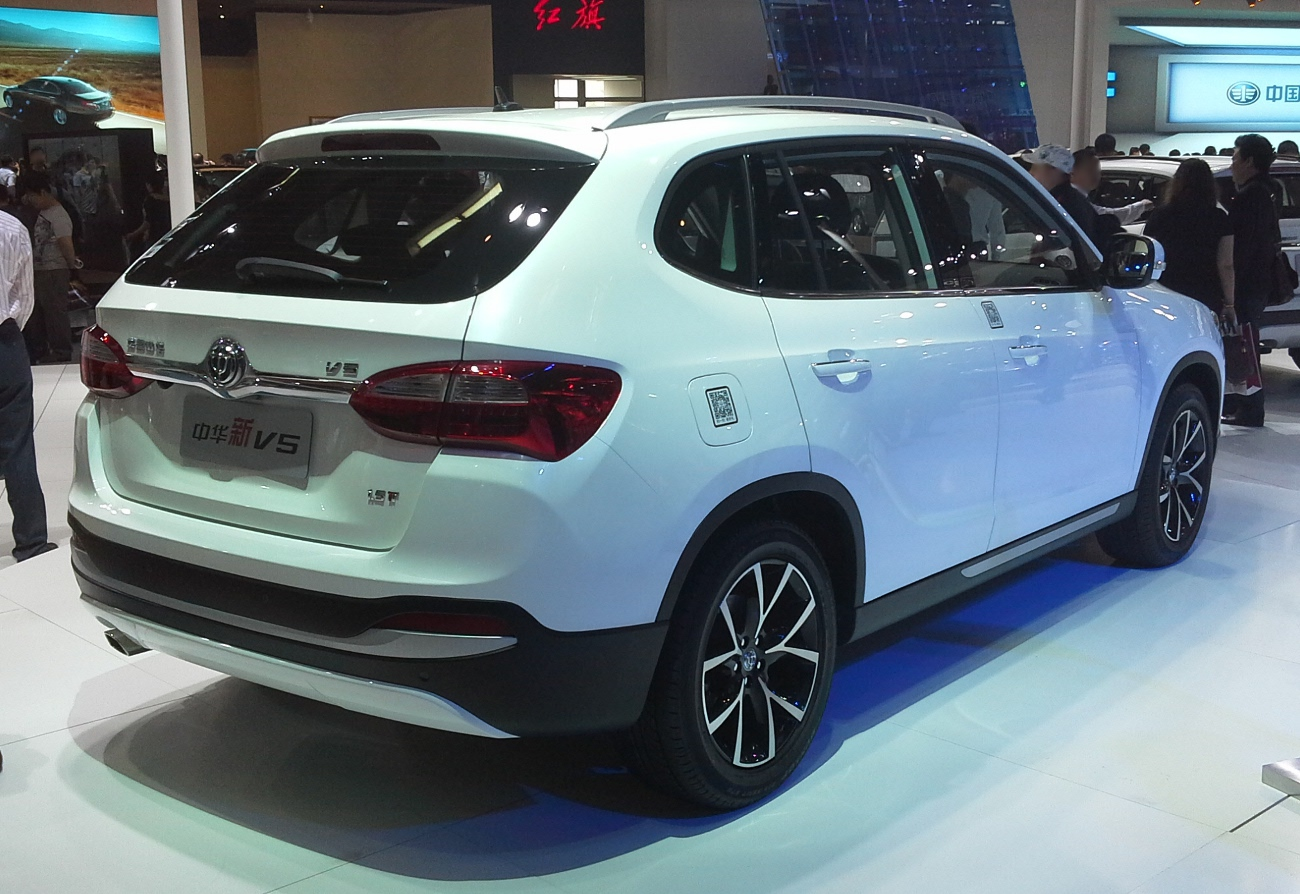
Heckansicht

## Produktion
Gebaut wurde das SUV bis 2018 im chinesischen Shenyang und bis 2020 bei Derways Automobile Company im russischen Tscherkessk.

## Technische Daten
Den Antrieb übernimmt ein 81 kW (110 PS) starker 1,6-Liter-Ottomotor der auch im Brilliance H530 zum Einsatz kommt. Statt mit einem 5-Gang-Schaltgetriebe kann das Fahrzeug auch mit einem 5-Gang-Automatikgetriebe kombiniert werden. Für den SUV ist nur Vorderradantrieb verfügbar. 2017 ergänzte ein aufgeladener 1,5-Liter-Ottomotor mit 105 kW (143 PS) das Modellprogramm.
|                                 | V5 1.6                                  | V5 1.5T                     |
| ------------------------------- | --------------------------------------- | --------------------------- |
| Bauzeitraum                     | 11/2011–08/2019                         | 08/2017–06/2020             |
| Motorkenndaten                  |                                         |                             |
| Motorart                        | Ottomotor                               | Ottomotor                   |
| Motorbauart                     | R4                                      | R4                          |
| Hubraum                         | 1590 cm³                                | 1498 cm³                    |
| max. Leistung bei min−1         | 81 kW (110 PS) / 5800                   | 105 kW (143 PS) / 5500–6000 |
| max. Drehmoment bei min−1       | 151 Nm / 4000                           | 210 Nm / 2000–4500          |
| Kraftübertragung                |                                         |                             |
| Antrieb                         | Vorderradantrieb                        | Vorderradantrieb            |
| Getriebe, serienmäßig           | 5-Gang-Schaltgetriebe                   | 5-Gang-Schaltgetriebe       |
| Getriebe, optional              | (5-Gang-Automatikgetriebe)              | (5-Gang-Automatikgetriebe)  |
| Messwerte                       |                                         |                             |
| Höchstgeschwindigkeit           | 170 km/h (165 km/h)                     | (175 km/h)                  |
| Beschleunigung, 0–100 km/h      | 11,9 s (13,9 s)                         | (12,1 s)                    |
| Kraftstoffverbrauch, kombiniert | 6,9 l/100 km Super (7,2 l/100 km Super) | (6,3–6,8 l/100 km Super)    |
| Leergewicht                     | 1415 kg (1455 kg)                       | (1530 kg)                   |
| Tankinhalt                      | 55 l                                    | 55 l                        |